# Psylliodes maroccanus
Psylliodes maroccanus es una especie de insecto coleóptero de la familia Chrysomelidae.
Fue descrita científicamente en 1916 por Heikertinger.